# Apomecyna sarasinorum
Apomecyna sarasinorum là một loài bọ cánh cứng trong họ Cerambycidae.